# Terra del Principe Giorgio
Terra del Principe Giorgio (in russo Zemlja Georga, Земля Георга) è un'isola disabitata russa che fa parte dell'arcipelago della Terra di Francesco Giuseppe, nell'Oceano Artico. Amministrativamente fa parte dell'oblast' di Arcangelo.

## Geografia
La Terra del Principe Giorgio, lunga circa 115 km, ha una superficie di 2.820,80 km², collocandosi così al 169º posto tra le isole più grandi del mondo; è la maggiore dell'arcipelago a cui appartiene. Il punto più alto dell'isola si trova a 416 metri s.l.m. L'isola si trova nella parte occidentale dell'arcipelago ed è separata dalla parte centrale dal canale Britannico. A nord-ovest, separata dal canale di Cambridge, si trova la Terra di Alessandra. A nord l'isola di Arthur.
L'isola ha una costa complessa, con numerose baie, insenature profonde e promontori. La maggior parte dell'isola è coperta da grandi ghiacciai, la grande penisola alla sua estremità settentrionale è libera dai ghiacci.

## Storia
La costa sud-occidentale dell'isola fu esplorata per la prima volta nel 1880 dalla spedizione di Benjamin Leigh Smith, un'esplorazione più dettagliata si deve alla spedizione austro-ungarica al polo nord nel 1894.
Benché alcune fonti riferiscano che fu intitolata al principe Giorgio di Assia-Darmstadt (1669-1705), l'isola è stata denominata nel 1897 dalla spedizione Jackson-Harmsworth in onore del principe George Frederik Ernest Albert di Sassonia-Coburgo e Gotha, principe del Galles (in seguito Giorgio V).

## Isole adiacenti
- Isola di David (Остров Давида, ostrov Davida), all'imboccatura occidentale della baia Gray, che si trova nella parte sud-ovest di Terra del Principe Giorgio.
- Isola Nezametnyj o "isola nascosta" (Остров Незаметный, ostrov Nezametnyj), 3,5 km a est, nelle acque del golfo di Clements Markham.